# 78e Frasers Highlanders

Le 78e Fraser Highlanders servit durant la guerre de Sept Ans en Amérique de 1756 à 1763. Il joua un rôle important dans différentes batailles, soit la prise le Louisbourg en 1758 et les trois batailles - celles de Beauport et des plaines d'Abraham en 1759 et celle de Sainte-Foy en 1760 - à Québec. Le régiment fut dissous en Écosse à la suite de la signature du traité de Paris en 1763. Cependant plusieurs soldats de ce régiment, après avoir demandé la permission au gouverneur Murray, s'installèrent dans ce qui devint la province de Québec, se mariant avec des canadiennes et s'intégrant dans la population locale.

## Histoire

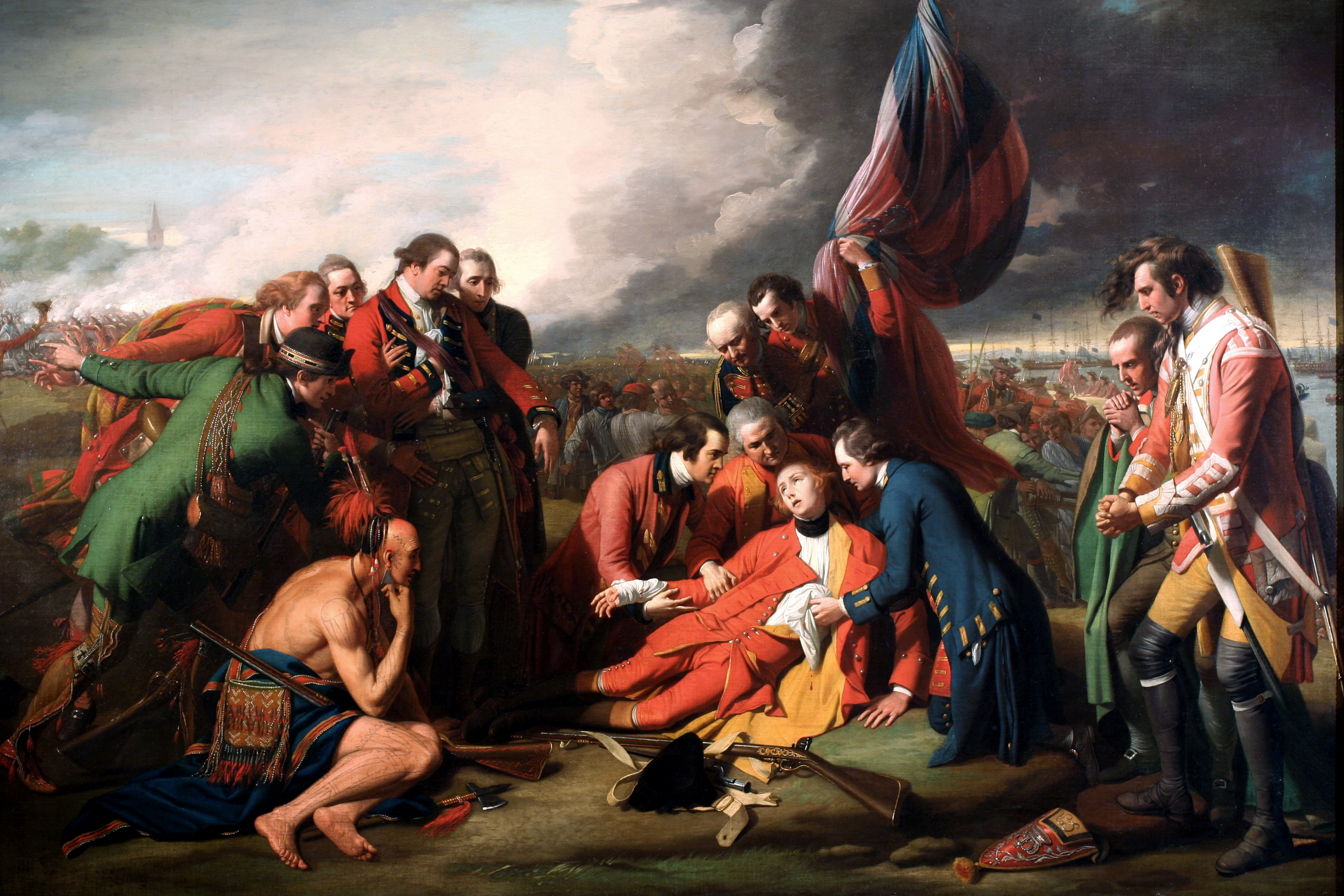
La Mort du général Wolfe
par Benjamin West

Les Highlanders étaient les habitants de la région montagneuse des Highlands en Écosse. Ils étaient reconnus pour leur caractère farouche et leur courage au combat. Dix ans après la sanglante répression des Britanniques de 1746 dans les Highlands, qui culmina avec la défaite des clans écossais Jacobites dans la lande de Culloden, le chef du clan Fraser, Simon Fraser, proposa au gouvernement britannique de lever un contingent de 1 500 soldats qui viendraient du clan Fraser et de certains autres clans affiliés aux Fraser. En effet, le clan Fraser était un des clans qui s'étaient joints à la cause Jacobite en se rebellant contre le gouvernement britannique. Cette aventure avait connu une issue sanglante à Culloden en 1746 où les Fraser et d'autres clans avaient été vaincus. Les clans qui s'étaient révoltés étaient en disgrâce, il leur était interdit de porter le kilt et de jouer de la cornemuse entre autres, et leurs terres étaient confisquées. Si le clan fournissait 1 500 soldats à l'armée britannique, la couronne donnerait son pardon au clan et ses anciens droits et coutumes seraient rétablies.
Ainsi fut formé le 78e régiment des Fraser Highlanders (78e regiment of foot), composé de recrues venant du clan Fraser mais aussi d'autres clans, comme les Cameron par exemple. Les highlanders étaient bien connus pour leurs fameuses charges à l'épée, de type claymore ou claybeg, une épée à grosse garde renforcée et à lame droite à double tranchant. Le régiment des 78e Fraser Highlanders utilisait la Claybeg, assez légère pour être manipulée avec une main. Plusieurs sources certifient que les Fraser Highlanders chargèrent avec ces épées l'armée française en déroute à la bataille des Plaines d'Abraham. Les Fraser Highlanders utilisèrent aussi, à cette époque, baïonnette et fusil à silex (appelé aussi à tort mousquet) comme le faisaient les régiments anglais.

## Interprétation historique

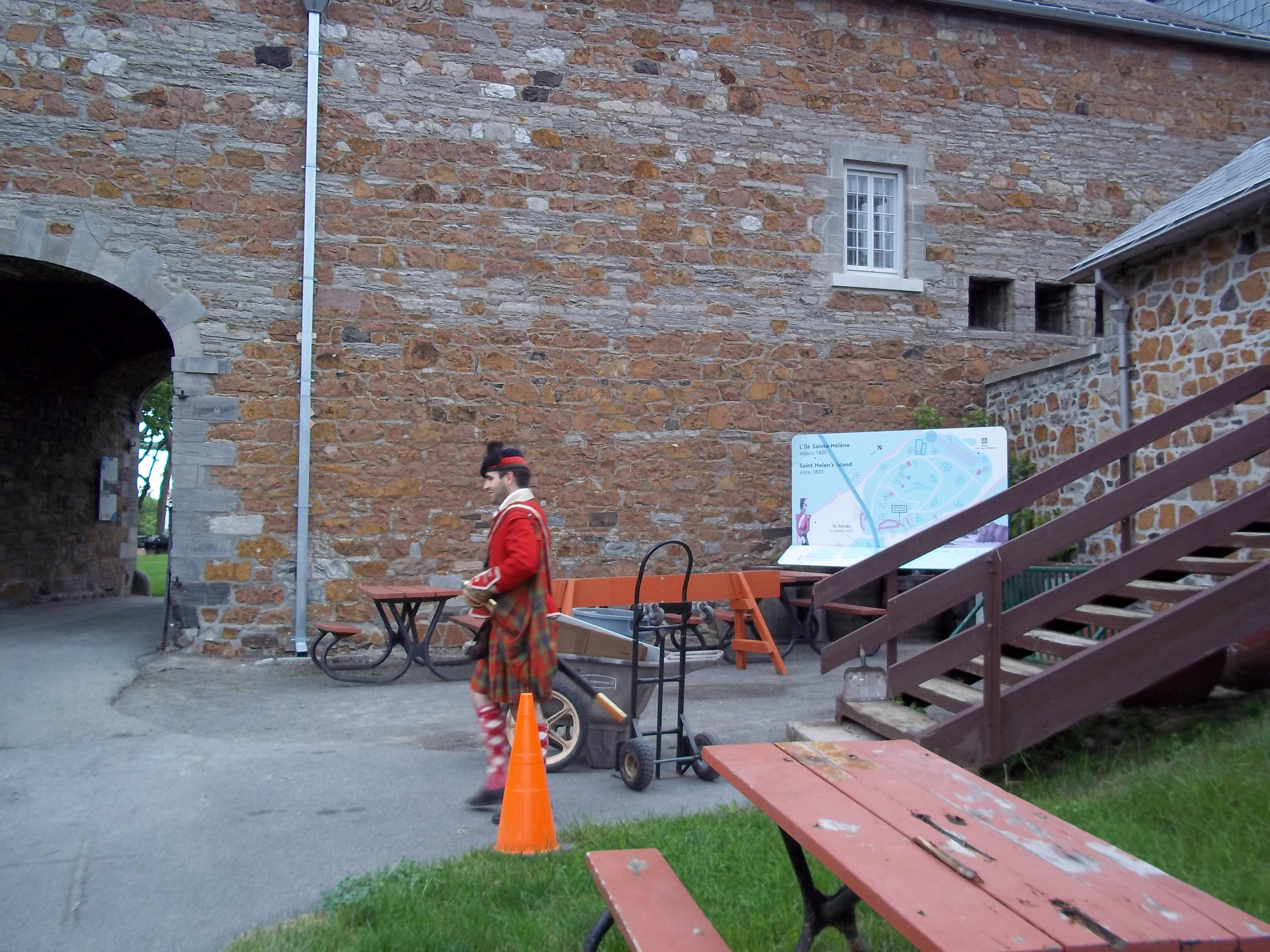
Au fort de l'île Sainte-Hélène, un soldat porte l'uniforme du régiment

Le régiment est maintenant de retour dans la ville de Montréal et de Québec au grand plaisir des résidents de la ville, sous la forme d'un régiment historique, avec sa musique militaire et son escouade de jeunes étudiants jouant le rôle de soldats du régiment original.

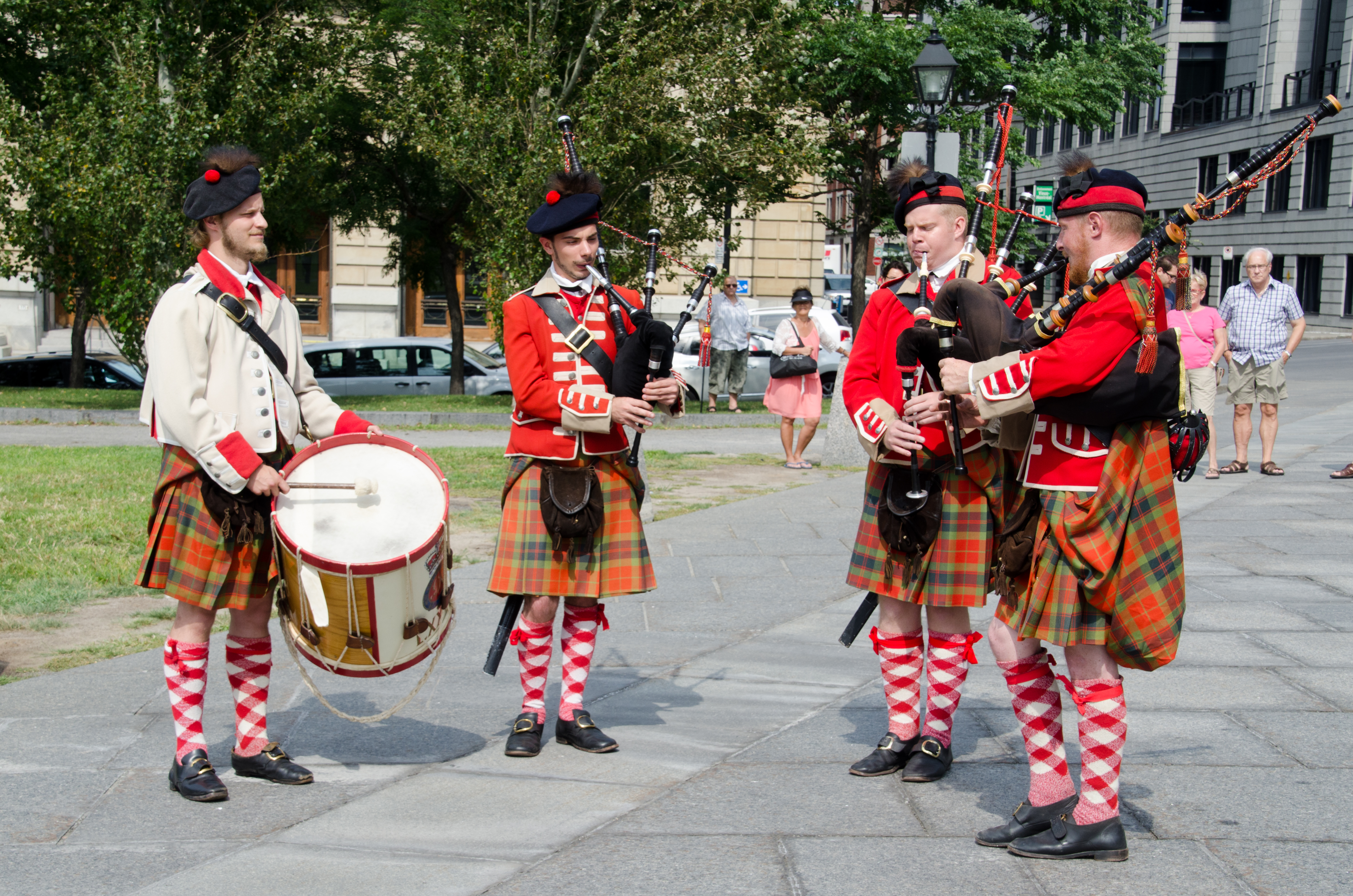
Interprétation historique du 78th Fraser Highlander par les Anciennes troupes militaires de Montréal dans le Vieux-Montréal, Québec, Canada.

À la fin des années 1950, il n’existait pas au Québec ce que l’on appelle aujourd’hui des groupes de « reconstitution historique ». En 1962, dans le cadre de la participation du Canada à la Foire internationale de Seattle en Oregon, l’armée canadienne devait présenter un spectacle rappelant le passé militaire du pays. Travaillant de concert avec des experts du Service des Parcs nationaux canadiens, David Stewart a proposé à l’armée canadienne de reconstituer une Compagnie franche de la Marine pour illustrer la présence militaire française au Canada. C’est ainsi qu’une compagnie du Royal 22e Régiment a été habillée, équipée, armée et entrainée pour les besoins du spectacle. L’année suivante, monsieur Stewart décide de recommencer l'expérience de « reconstituer une garnison et une atmosphère de temps ancien… » pour son musée (Musée Stewart) de l’île Sainte-Hélène. Dès 1963, rapatriant tout le matériel ayant servi au Royal 22e Régiment à Seattle, il inaugura le premier programme d’animation historique au Québec.
Des étudiants de la région montréalaise furent alors embauchés, entraînés par un sergent du R22eR, pour manœuvrer dans la cour du Musée Stewart. Depuis, la transmission des savoirs et des savoir-faire par les étudiants se poursuit d’année en année.
Alors que l'exposition universelle de 1967, l'Expo’67 approchait à grands pas, David Stewart complète son projet d’animation militaire historique en 1965 en recréant cette fois une escouade de cornemuses et tambours portant les uniformes du « 78th Fraser Highlanders ». Ce régiment participa à la conquête du Canada entre 1758 et 1763, et dissout dans la colonie. Près de 400 hommes s’établirent dans la colonie par la suite s’intégrant pour la plupart à la population francophone et sont à l’origine de l’héritage écossais au Québec.
Les deux unités reconstituées ont été présentes quotidiennement sur le site de l’Expo’67 pendant toute la durée de l’événement et de façon continue par la suite à l’île Sainte-Hélène. Ce programme muséal a été fermé par le Musée McCord-Stewart en 2013. Repris par la Société Historique du Lac Saint-Louis et aujourd’hui par les Anciennes Troupes Militaires de Montréal, la Compagnie franche de la Marine et le « 78th Fraser Highlanders » animent le Musée du Château Ramezay et le Vieux-Montréal depuis 2014. L'organisme à but nom lucratif les « Anciennes troupes militaires de Montréal » a été enregistré le 8 juin 2015. Sa mission est de promouvoir des activités de diffusion de la connaissance sur l’histoire des Compagnies franches de la Marine et du 78th Fraser Highlanders. Durant la période estivale, les Compagnies franches de la Marine et le 78th Fraser Highlander déambule dans le Vieux-Montréal, à la Place Royale et au Champ-de-Mars, pour y faire des démonstrations militaires. Ils font revivre l’histoire par leurs manœuvres incluant la musique, la danse, des jeux, le tir du mousquet et le tir de canon. L’organisme vise à mettre en valeur le patrimoine et présenter l’histoire culturelle du riche et métissée du Québec, à travers l’histoire de la présence militaire sur le territoire. Bien que poursuivant ses actions avec un effectif réduit, elles poursuivent une tradition de reconstitution de plus de 50 ans et continuent de promouvoir l'histoire du Québec. Les Anciennes troupes militaires de Montréal participe aux gardes d'honneur, aux défilés, aux démonstrations de manœuvres militaires et de musique, aux cérémonies d'ouverture, de lancement ou de commémoration, le tout dans un cadre d'événement divers. L'organisme offre ses services à ceux qui désirent obtenir une contribution unique à leur événement. L'organisme participe régulièrement au Marché public de Pointe-à-Callière, cité d'archéologie et d'histoire de Montréal. Les Anciennes troupes militaires de Montréal participe également aux Highland games de Montréal et à 1804 : l'événement qui a lieu à Terrebonne grâce à son partenariat avec la SODECT, la Société de développement culturel de Terrebonne. Avec l’aide d’étudiants à la maîtrise du programme de muséologie à l’Université du Québec à Montréal, Alexandre Trémeau et François Vallée, un programme éducatif a été mis sur pied pour maximiser l’implication du visiteur et son sentiment d’appartenance à l’histoire militaire. Le but recherché est d’amener les participants à intellectualiser eux-mêmes les différents processus historiques qui ont façonné la construction du patrimoine militaire. Sous la forme d’un camp militaire, les différentes activités proposées permettent de se plonger dans les représentations de la vie des militaires sur le terrain à l’époque de la guerre de Sept Ans. Loups Pagliuzza, un ingénieur qui a été interprète aux Anciennes troupes militaires en 2015 et 2016 a dessiné la carte du jeu sur la traversée de l’Atlantique. Philippe Pageau en a conçu les règles. Il a souvent bénévole pour l’organisme.
L’objectif des Anciennes Troupes Militaires de Montréal est de pérenniser l’œuvre de David Stewart qui permet à des jeunes gens de vivre une expérience de travail unique en lien avec l’histoire et le patrimoine.

## Hommages
La rue Fraser a été nommée en l'honneur de ce régiment, en 1917, dans la ville de Québec.